# Kira Kiralina (film)
Kira Kiralina este un film românesc din 2014 regizat de Dan Pița. În rolurile principale joacă actorii Florin Zamfirescu, Iulia Dumitru, Ștefan Iancu, Corneliu Ulici și Iulia Cirstea. Scenariul este scris de Ioan Grigorescu pe baza  unui roman de Panait Istrati.

## Distribuție
- Florin Zamfirescu ca Ilie
- Ovidiu Niculescu ca Sima
- Constantin Florescu ca Cosma
- Mircea Rusu ca Rotarul
- Andrei Runcanu ca Leonard
- Ștefan Iancu ca Dragomir (la 15 ani)
- Maria Teslaru ca Veturia
- Corneliu Ulici ca Dragomir (la 35 ani)
- Iulia Dumitru ca Chira
- Iulian Glita ca Mogâldeață
- Silviu Debu ca Vasile
- József Bíró ca Nazim
- Mihai Raducu ca Ibrahim
- Iulia Cirstea ca Chiralina
- Iuliana Nedelea ca Fana
- Dana Borteanu ca dna Pavlik

## Producție
Filmul este produs de Castel Film Studio și a fost cel de-al doilea film românesc la capitolul finanțare în sesiunea noiembrie-decembrie 2008 a Centrului Național al Cinematografiei, primind suma de 1.296.480 de lei.
Filmările au avut loc în perioada 22 octombrie - 16 noiembrie 2012 la București.